# Regno dei Franchi Occidentali
Il Regno dei Franchi Occidentali era la parte occidentale dell'Impero Carolingio, dalla quale prese origine il Regno di Francia, tra gli anni 840 e 987. Il regno dei Franchi Occidentali venne creato dalla divisione tripartita dell'Impero Carolingio avvenuta nell'843 con il trattato di Verdun dopo la morte dell'imperatore Ludovico il Pio e la divisione est-ovest che "gradualmente si rafforzò per separare i due regni che diventeranno poi le odierne Francia e Germania."
Il Regno dei Franchi Occidentali si estendeva più a sud della moderna Francia ma non così ad est. Dal X secolo il governo dei suoi re era enormemente ridotto e non includeva ancora la Lorena, la Borgogna, l'Alsazia, la Provenza e la Normandia. In Bretagna ed in Catalogna, l'autorità dei Franchi Occidentali era inoltre poco radicata. I re franchi occidentali erano eletti dai grandi feudatari secolari ed ecclesiastici, che per mezzo secolo tra l'888 ed il 936 elessero alternatamente esponenti delle casate dei Carolingi e dei Robertingi. In quel tempo il potere divenne debole e perlopiù nominale, dal momento che i duchi ed i nobili locali divennero semi-indipendenti nelle loro regioni. I Robertingi, dopo essere divenuti conti di Parigi e duchi di Francia, divennero re fondando la dinastia dei Capetingi.

## Storia

### Formazione e confini

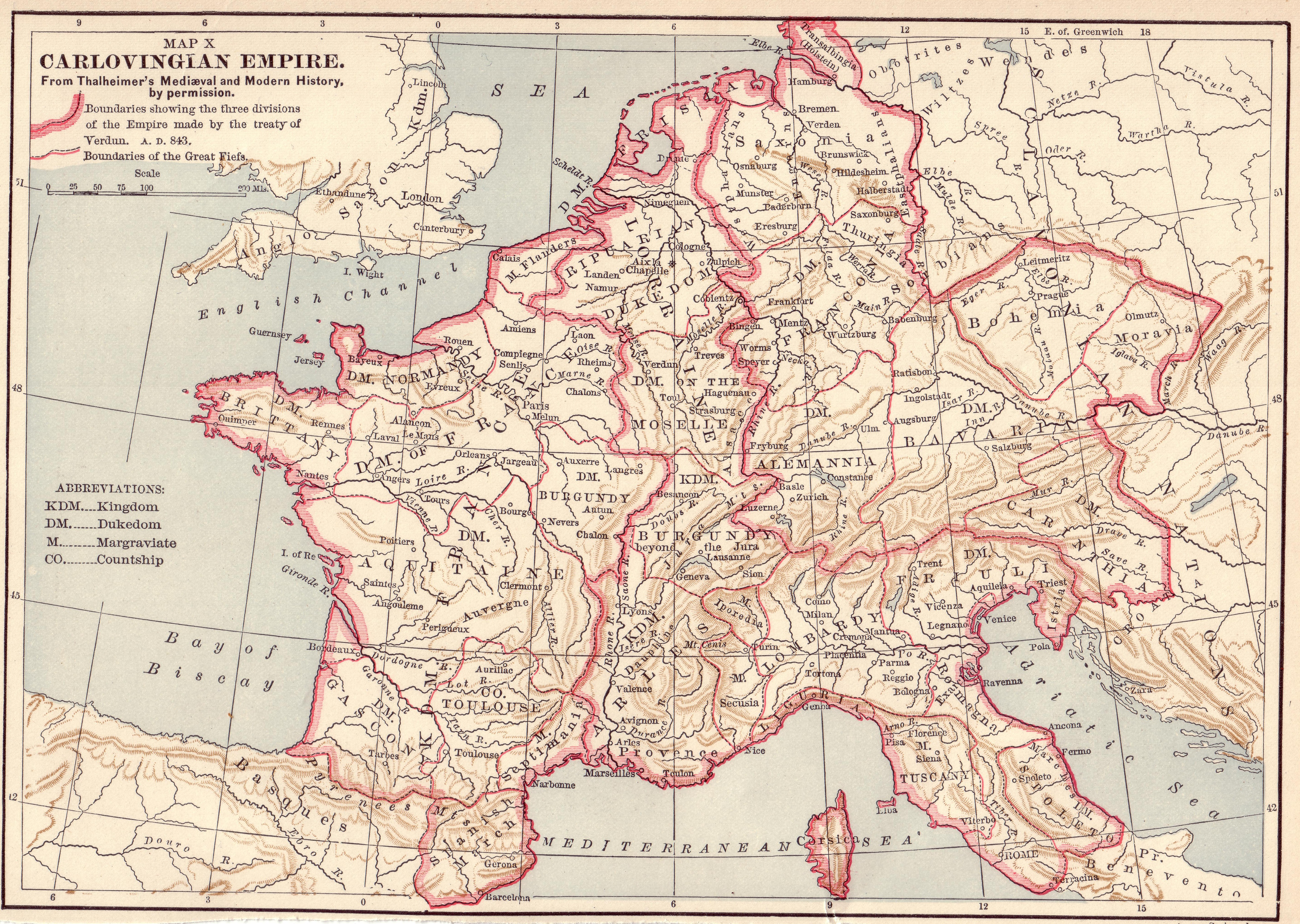
Mappa della divisione della Francia stabilita con il trattato di Verdun nell'843

Nell'agosto dell'843, dopo tre anni di guerre civili a seguito della morte di Ludovico il Pio il 20 giugno 840, il trattato di Verdun venne firmato tra i suoi tre figli ed eredi. Il più giovane, Carlo II il Calvo, ricevette la Francia occidentalis. I contemporanei Annales Bertiniani descrivono l'arrivo di Carlo a Verdun, dove venne fatta "la distribuzione delle porzioni". Dopo aver descritto le porzioni assegnate ai fratelli, Lotario I (Francia Media) e Ludovico il Germanico (Francia orientalis), il documento annota che "il resto come pure la Spagna vennero cedute a Carlo". Gli Annales Fuldenses descrivono Carlo come reggente della parte occidentale della Francia "divisa in tre".
Sin dalla morte di Pipino I d'Aquitania nel dicembre dell'838, suo figlio era stato riconosciuto dalla nobiltà aquitana come re Pipino II d'Aquitania, anche se la successione non era stata riconosciuta dall'imperatore. Carlo il Calvo era in guerra con Pipino II dall'inizio del suo regno nell'840, ma il Trattato di Verdun ignorò le pretese di Pipino II e assegnò l'Aquitania a Carlo. Pertanto, nel giugno dell'845, dopo diverse sconfitte militari, Carlo siglò il Trattato di Benoît-sur-Loire e riconobbe il governo di suo nipote. Questo accordo perdurò sino al 25 marzo 848, quando i baroni aquitani riconobbero Carlo come loro sovrano. Le armate di Carlo quindi proseguirono e nell'849 si assicurarono il controllo dell'Aquitania. A maggio, Carlo si incoronò "Re dei Franchi e degli Aquitani" ad Orléans. L'arcivescovo Wenilo di Sens officiò il rito, che per la prima volta vide applicata un'unzione reale. L'idea di ungere Carlo venne probabilmente suggerita dall'arcivescovo Hincmar di Reims, il quale compose anche non meno di quattro ordines per descrivere le appropriate liturgie per una consacrazione regia. Al tempo del Sinodo di Quierzy (858), Hincmar disse che Carlo era stato unto come sovrano dell'intero regno dei Franchi Occidentali. Col Trattato di Meerssen dell'870 la parte occidentale della Lotaringia venne aggiunta al regno dei Franchi Occidentali. Nell'875 Carlo il Calvo venne incoronato imperatore di Roma.
L'ultima registrazione negli Annales Bertiniani è datata al 882, e pertanto non vi sono fonti dirette per il periodo per i diciotto anni successivi sino agli Annales Vedastini.

### Il regno di Carlo il Grosso
Dopo la morte del nipote di Carlo, Carlomanno II il 12 dicembre 884, i Franchi Occidentali elessero suo zio, Carlo il Grosso, già re della Francia orientalis e Re d'Italia come loro sovrano. Egli venne probabilmente incoronato "re in Gallia" (rex in Gallia) il 20 maggio 885 a Grand. Il suo regno fu l'unica volta dopo la morte di Ludovico il Pio in cui l'intera Francia venne riunita sotto un solo monarca. Nel suo ruolo di re della Francia occidentalis, sembra che abbia garantito i titoli reali al semi-indipendente regnante di Bretagna, Alano I. La sua gestione dell'assedio vichingo di Parigi nell'885–86 ridusse molto il suo prestigio. Nel novembre dell'887 suo nipote, Arnolfo di Carinzia si rivoltò ed assunse il titolo di re dei Franchi Orientali. Carlo si ritirò e presto morì il 13 gennaio 888.
In Aquitania, il duca Ranulfo II venne anch'egli riconosciuto come sovrano, ma sopravvisse due soli anni. Anche se l'Aquitania non divenne un regno separato, era comunque largamente fuori dal controllo dei Franchi Occidentali.
Il conte Oddone di Parigi venne eletto dai nobili come nuovo re dei Franchi Occidentali, ed incoronato il mese successivo. A questo punto, il regno dei Franchi Occidentali era composta dalla Neustria ad ovest e ad est dalla Francia propriamente detta, la regione compresa tra la Mosella e la Senna.

### L'ascesa dei duchi
Fuori dai confini dei vecchi territori franchi e a sud i nobili locali erano semi-indipendenti dall'887 da quando vennero creati dei ducati - Borgogna, Aquitania, Bretagna, Guascogna, Normandia, Champagne e Contea delle Fiandre.
Il potere dei re continuò a declinare, assieme alla loro incapacità di resistere ai vichinghi e di opporsi all'ascesa dei nobili regionali che non erano più nominati dai sovrani ma procedevano per via ereditaria.

### L'ascesa dei Robertingi
Nella seconda metà del IX secolo, il nobile lotaringio Roberto il Forte divenne sempre più potente come conte di Angiò, Touraine e Maine. Il fratello di Roberto, Ugo, era abate di Saint-Denis, ed aveva ottenuto il controllo dell'Austrasia da Carlo il Calvo. Il figlio di Roberto, Oddone venne eletto re nell'888. Il fratello di Oddone, Roberto di Neustria governò pure tra il 922 ed il 923 e venne seguito da Rodolfo dal 923 al 936. Ugo il Grande, figlio di Roberto di Neustria, venne elevato al titolo di "duca dei Franchi" da re Luigi IV. Nel 987 suo figlio Ugo Capeto venne eletto re e diede inizio alla dinastia dei Capetingi. All'epoca controllavano poco più della regione dell'Île-de-France.

### Carlo III il Semplice
Dopo la morte dell'ultimo re carolingio dei Franchi Orientali, Ludovico il Fanciullo, la Lotaringia strinse alleanza con il regno dei Franchi Occidentali di Carlo III il Semplice. Dopo il 911 il Ducato di Svevia si estendeva a ovest ed acquisì terre dall'Alsazia. Baldovino II delle Fiandre divenne sempre più potente dopo la morte di Oddone nell'898, ottenendo Boulogne e Ternois da Carlo. Il territorio su cui il re a quel punto estendeva il proprio controllo diretto si era ridotto notevolmente, perlopiù concentrato tra la Normandia e la Loira. La corte reale solitamente si trovava a Rheims od a Laon.
I normanni iniziarono ad insediarsi in Normandia, e dal 919 i magiari invasero il territorio franco ripetutamente. In assenza di un forte potere reale, gli invasori sconfissero i nobili locali come Riccardo di Borgogna e Roberto di Neustria che vennero sconfitti dal capo vichingo Rollo nel 911 a Chartres. La minaccia normanna terminò col pagamento dell'ultimo Danegeld nel 924 e nel 926. Entrambi i nobili iniziarono ad opporsi a Carlo e nel 922 lo deposero eleggendo al suo posto Roberto di Neustria come nuovo sovrano. Dopo la morte di Roberto nel 923 i nobili elessero Rodolfo come nuovo re, mantenendo Carlo imprigionato sino alla sua morte nel 929.

### Rodolfo di Borgogna
Re Rodolfo venne supportato da suo fratello Ugo il Nero e dal figlio di Roberto di Neustria, Ugo il Grande. I duchi di Normandia si rifiutarono di riconoscere Rodolfo sino al 933. Il re dovette inoltre muovere le sue armate contro i nobili del sud per ricevere il loro omaggio e la loro lealtà, anche se il conte di Barcellona si rifiutò.
Dopo il 925 Rodolfo venne coinvolto in una guerra contro il ribelle Erberto II di Vermandois che ricevette supporto dai re dei Franchi Orientali Enrico l'Uccellatore e Ottone I. La sua ribellione continuò sino alla sua morte nel 943.

### Luigi IV d'Oltremare
Re Luigi IV ed il duca Ugo il Grande sposarono entrambi le sorelle di re Ottone I.
Dopo ulteriori vittorie ad opera di Erberto II, Luigi venne salvato solo con l'aiuto dei grandi nobili del regno e di Ottone I. Nel 942 Luigi concesse la Lotaringia a Ottone I.
Conflitti di successione in Normandia portarono ad una nuova guerra nella quale Luigi venne tradito da Ugo il Grande e catturato dal principe danese Harald che lo rilasciò sotto custodia di Ugo, il quale poi lo liberò dopo aver ricevuto dal re il dominio della città di Laon come compensazione.

### Lotario di Francia
Il tredicenne Lotario di Francia ereditò tutte le terre di suo padre nel 954. All'epoca il dominio regio era così ridotto che la pratica carolingia di dividere le terre tra i figli non venne rispettata perché il fratello Carlo avrebbe ricevuto pochissimo. Nel 966 Lotario sposò Emma, figliastra di suo zio Ottone I. Malgrado ciò, nell'agosto del 978, Lotario attaccò l'antica capitale imperiale di Aquisgrana. Ottone II per vendetta attaccò Parigi, ma venne sconfitto dalle forze combinate di re Lotario e dei nobili e venne siglata la pace nel 980.

### Luigi V il Fannullone
Il regno di Luigi V ebbe inizio il 2 marzo del 986 e durò fino alla sua morte il 21 maggio 987, avvenuta per una caduta da cavallo durante una partita di caccia o forse per un avvelenamento (del quale fu sospettata la madre). Il suo parente maschio più prossimo era Carlo di Lorena, ma Ugo Capeto strinse alleanze coi nobili e venne eletto sovrano.

## Re dei Franchi occidentali
- Carlo II il Calvo (843-77)
- Luigi II il Balbo (877-879)
- Luigi III (879-882)
- Carlomanno II (882-884)
- Carlo (III) il Grosso (885-888)
- Oddone (robertingio)(888-898)
- Carlo III (IV) il Semplice (898-922)
- Roberto I (robertingio) (922-923)
- Rodolfo (bosonide) (923-936)
- Luigi IV d'Oltremare (936-954)
- Lotario (954-986)
- Luigi V il Fannullone (986-987)